# Bellwood (Pennsilvània)
Bellwood és una població dels Estats Units a l'estat de Pennsilvània. Segons el cens del 2000 tenia 2.016 habitants.

## Demografia
Segons el cens del 2000, Bellwood tenia 2.016 habitants, 776 habitatges, i 555 famílies. La densitat de població era de 1.692,1 habitants per quilòmetre quadrat.
Dels 776 habitatges en un 32,7% hi vivien nens de menys de 18 anys, en un 55,5% hi vivien parelles casades, en un 10,8% dones solteres, i en un 28,4% no eren unitats familiars. En el 24,5% dels habitatges hi vivien persones soles el 12% de les quals corresponia a persones de 65 anys o més que vivien soles. El nombre mitjà de persones vivint en cada habitatge era de 2,54 i el nombre mitjà de persones que vivien en cada família era de 3,01.
Per edats la població es repartia de la següent manera: un 25,5% tenia menys de 18 anys, un 7,3% entre 18 i 24, un 28,6% entre 25 i 44, un 21,5% de 45 a 60 i un 17,1% 65 anys o més.
L'edat mediana era de 37 anys. Per cada 100 dones de 18 o més anys hi havia 84,7 homes.
La renda mediana per habitatge era de 34.595 $ i la renda mediana per família de 40.091 $. Els homes tenien una renda mediana de 28.869 $ mentre que les dones 17.424 $. La renda per capita de la població era de 14.323 $. Entorn del 5,6% de les famílies i el 9,3% de la població estaven per davall del llindar de pobresa.

## Poblacions més properes
El següent diagrama mostra les poblacions més properes.